# 마음챙김과 심리치료
《마음챙김과 심리치료》는 로널드 시걸, 폴 풀턴, 크리스토퍼 K. 거머가 편집 저술한 책이다. 2009년 2월 13일 무우수에서 초판이 발행되었고, 2012년 6월 30일 학지사로 옮겨 초판이 발행되었다.

## 주요 내용
마음챙김과 불교 심리학이 심리치료에 미치는 영향을 종합적으로 소개한 연구서이다. 1부는 마음챙김 명상과 불교 심리학에 대한 간결하고 임상적인 소개를 제공하며, 그것들과 현대의 심리치료적 이론과 실천과의 연결을 탐구한다. 2부의 각 장들은 마음챙김 개발을 통해 어떻게 수용과 공감이 길러질 수 있는지, 그리고 환자들과 치료자들에게 새로운 정서적 자유를 줄 수 있는지를 보여주면서 치료관계에 초점을 맞춘다. 3부는 특수한 문제와 환자들을 위한 혁신적인 적용을 상세하게 다룬다. 생동감 있는 사례와 함께 그들의 접근을 삶에 적용시키면서 우울증, 불안장애 그리고 만성통증을 이해하고 치료할 때, 마음챙김을 통해 어떻게 임상가들이 도움을 제공받는지를 보여준다. 또한 3부에는 어린이를 치료하는 특별한 장도 포함되어 있다. 4부에서는 적절한 임상연구에 대한 검토에 이어서 마음챙김의 역사적인 토대를 개관하고 빠르게 성장하는 이 영역의 미래를 내다본다.

## 같이 보기
- 마음챙김